# NGC 201

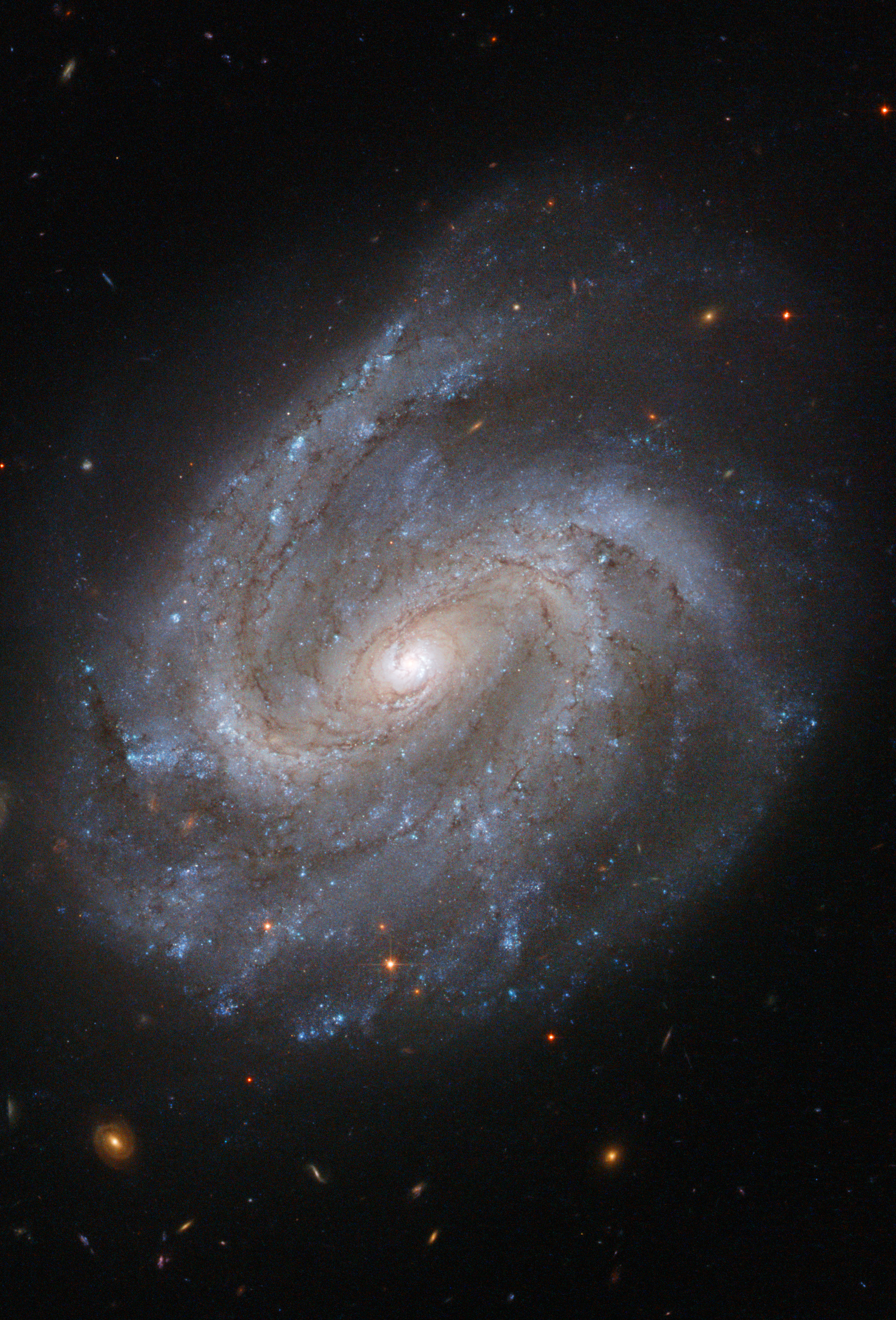
NGC 201 par le télescope Hubble.

NGC 201 est une galaxie spirale intermédiaire située dans la constellation de la Baleine. NGC 201 a été découverte par l'astronome germano-britannique William Herschel en 1790.

## Caractéristiques
Sa vitesse par rapport au fond diffus cosmologique est de 4 030 ± 24 km/s, ce qui correspond à une distance de Hubble de 59,4 ± 4,2 Mpc (∼194 millions d'al).
À ce jour, quatre mesures non basées sur le décalage vers le rouge (redshift) donnent une distance de 55,950 ± 10,593 Mpc (∼182 millions d'al), ce qui est à l'intérieur des valeurs de la distance de Hubble.

## Groupe de NGC 192
NGC 201 fait partie du groupe de NGC 192. Ce groupe de galaxies comprend au moins 5 autres galaxies : NGC 173,  NGC 192, NGC 196, NGC 197 et NGC 237.

### Groupe compact de Hickson 7
Avec les galaxies NGC 192, NGC 196 et NGC 197 elle forme le groupe compact de Hickson HCG 7.